# Martin P4M Mercator
Pour les articles homonymes, voir Mercator.
Conception et Le Martin P4M Mercator est un avion de patrouille bimoteur ou biréacteur. Il était utilisé par l'US Navy.

## Conception et développement
Dans le but de remplacer le Consolidated PB4Y Privateer bombardier/patrouilleur maritime, optimisé pour des missions de mouillage de mines à longue portée, les travaux ont commencé sur le modèle 219 en 1944, et son premier vol a eu lieu le 20 octobre 1946. Avion vaste et complexe, il était propulsé par deux moteurs en étoile Pratt & Whitney Wasp Major R4360 de 28 cylindres.
Pour donner un coup de pouce au moment du décollage et au combat, deux turboréacteurs Allison J33 ont été placés à l'arrière des deux nacelles moteurs, agrandies pour ce but, les apports étant en dessous et derrière les moteurs en étoile. Les réacteurs, comme ceux placés sur la plupart des autres hybrides piston/jet, brûlaient de l'essence, et non du fioul (kérosène).
Il était équipé d'un train tricycle avec la roue avant à rétractation vers l'avant. Les jambes principales mono-roue dans des carénages sans couvercle dans les ailes, de sorte que les côtés des roues pouvaient être vus même lorsque le train était rentré. Les ailes elles-mêmes, exceptionnellement, avaient un profil aérodynamique de section différente sur l’intérieur et sur l’extérieur.
L'appareil était équipé d'un armement défensif lourd, avec deux canons de 20 mm dans une tourelle Emerson de nez et une tourelle Martin de queue, auxquels s'ajoutaient deux mitrailleuses 12,7 mm dans une tourelle dorsale Martin. La soute à bombe était, à l'instar de la pratique britannique, assez longue et peu profonde plutôt que courte et profonde comme sur les bombardiers américains. Cela a donné une plus grande flexibilité de la charge utile, comme de longues torpilles, bombes, mines, grenades sous-marines ou des réservoirs de carburant à longue portée.

## Histoire opérationnelle

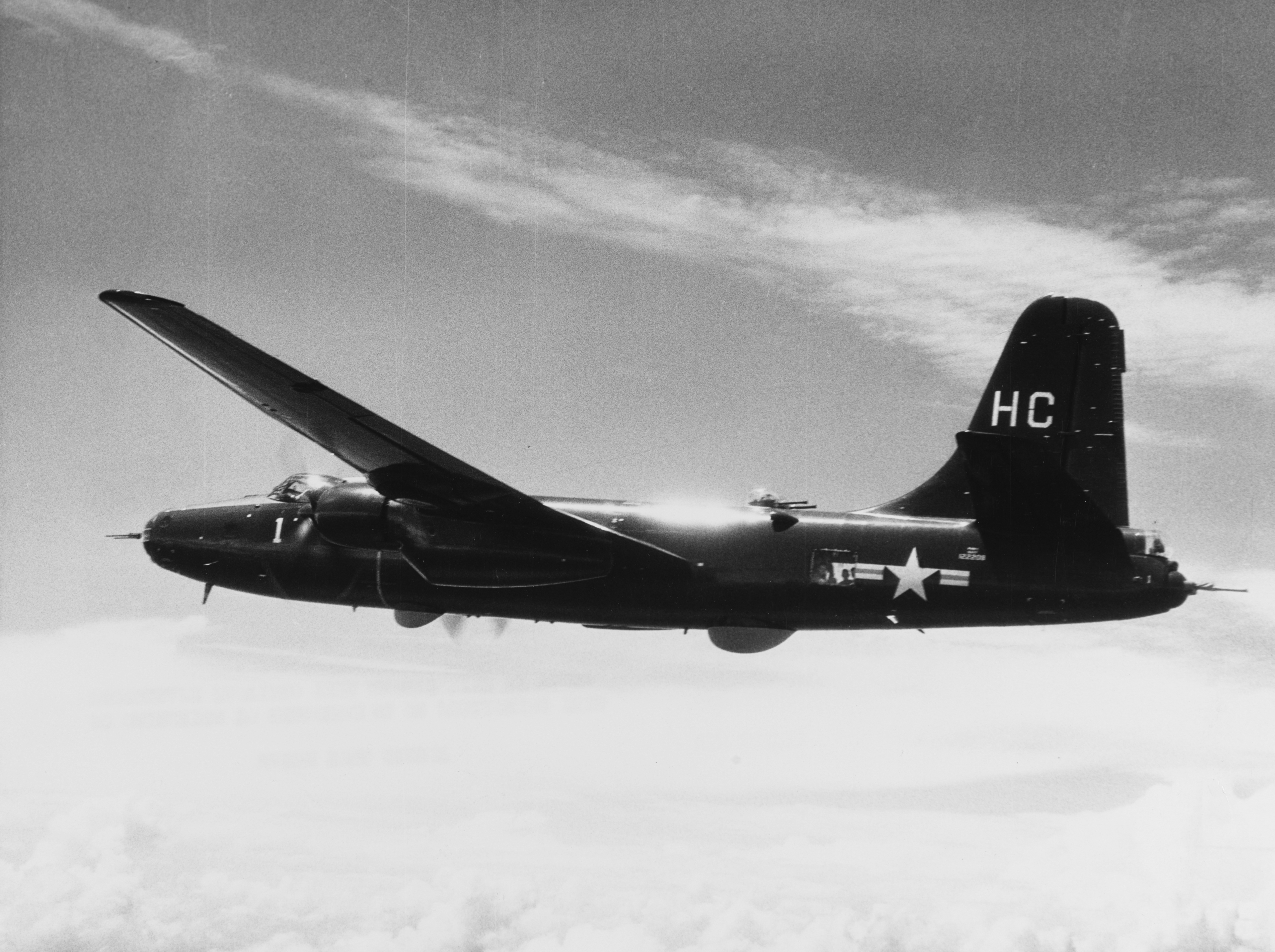
P4M-1 de l'escadron de patrouille VP-21

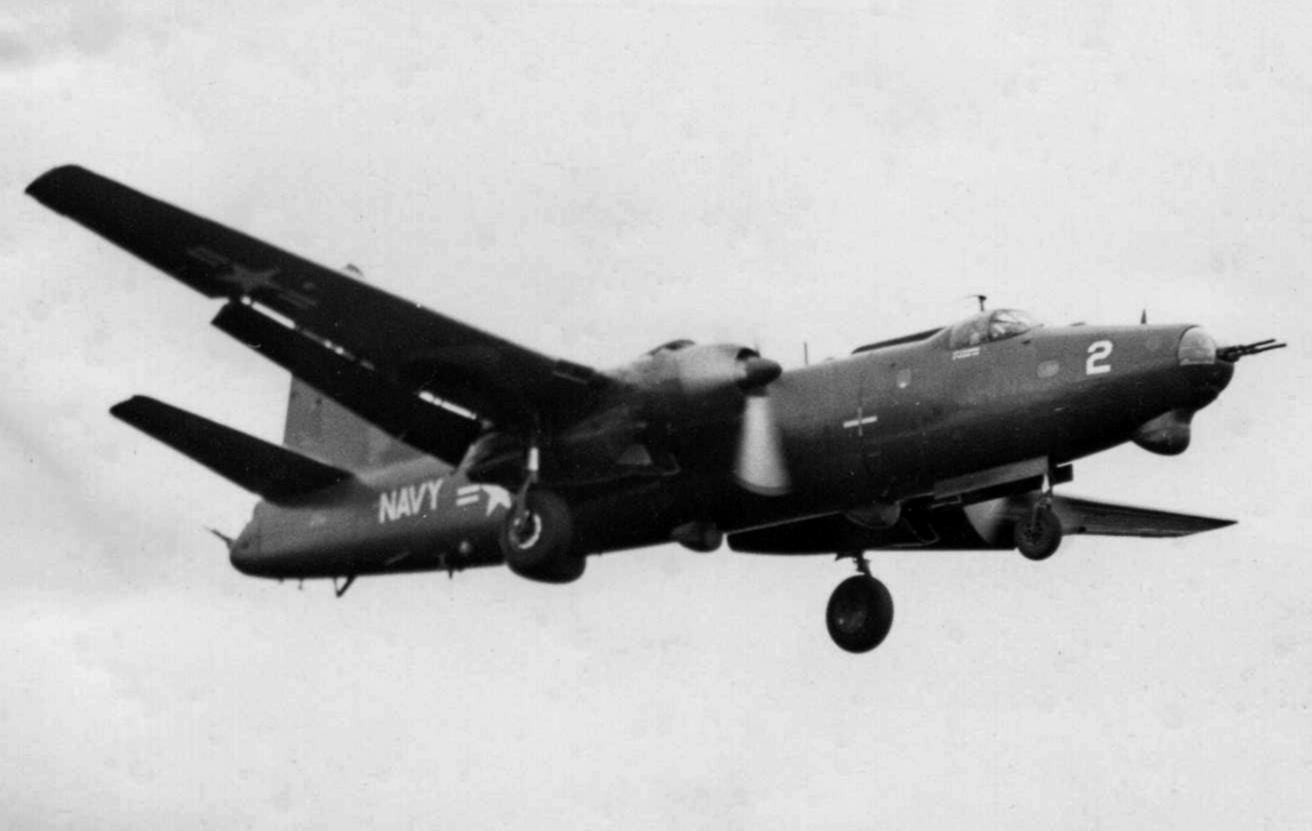
P4M-1Q Mercator de l' escadron de reconnaissance électronique VQ-2 en septembre 1956 - noter le radar extra est bombé sur cette variante

La marine américaine a choisi le P2V Neptune, plus petit, plus simple, moins cher et plus performant dans le rôle de patrouilleur maritime, mais dix-neuf avions ont été commandés en 1947 à des fins de mouillage de mines à grande vitesse. Le P4M est entré en service dans le Patrol Squadron 21 (VP-21) en 1950, l'escadron s'est déployé à Port Lyautey (aujourd'hui Kenitra) au Maroc français. Il est resté opérationnel avec le VP-21 jusqu'en février 1953.
À partir de 1951, les 18 P4M survivants ont été modifiés pour la reconnaissance électronique (ou SIGINT, pour le renseignement) P4M-1Q, pour remplacer le PB4Y-2 Privateer. L'équipage a été porté à 14 et plus tard de 16 pour faire fonctionner tout l'équipement de surveillance, et l'avion a été équipé d'un grand nombre de différentes antennes.
Dès octobre 1951, des missions de surveillance électronique ont été effectuées à partir de la station navale américaine Sangley Point aux Philippines et, plus tard, de la Naval Air Station Iwakuni, Japon, puis la Naval Air Station Atsugi, au Japon, par une unité secrète qui a finalement gagné la désignation [first as Electronic Countermeasures Squadron ONE, plus tard Fleet Air Reconnaissance Squadron ONE (VQ-1)]. Des missions longues ont été effectuées le long des côtes (environ 30 Mn de la rive) du Viet-Nam, de la Chine, de la Corée du Nord et de l'extrême-orient soviétique, et étaient de nature très secrète; l'avion était quelquefois maquillé P2V Neptune régulier dans les communications radio, et a souvent volé avec de faux numéros de série peints sous la queue. Les missions opérationnelles ont toujours été effectuées de nuit, pendant la nouvelle lune lorsque cela était possible, et sans feux extérieurs.
Un Mercator a été abattu près de Shanghai par des chasseurs chinois le 22 août 1956, avec son équipage de 16, tous tués. Un autre P4M-1Q a été attaqué par deux MiG-17 nord-coréens le 16 juin 1959 avec de lourds dommages et des blessures graves au mitrailleur de queue. L'avion a également été utilisé du Maroc par le VQ-2 (en), où un avion a été intercepté près de l'espace aérien de la RSS d'Ukraine par des MiG soviétiques. Il a été abattu par les MIG et s'est écrasé dans la mer Méditerranée avec la perte de tout l'équipage. Un autre, le 6 février 1952, a été abandonné au nord de Chypre la nuit, à court de carburant, sans énergie, ne causant la perdant que du commandant /pilote après avoir été dans l'eau. L'équipage a été secouru par le HMS Chevron (en). Un P4M-1Q du JQ-3 s'est écrasé à Ocean View, en Virginie, le 6 janvier 1958, quand il a perdu un moteur à l'approche de la Base navale de Norfolk, en Virginie, tuant quatre membres d'équipage et en blessant trois civils.
Les Mercators ont été remplacés par l'EA-3B Skywarrior, qui est embarqué sur porte-avions - ce qui n'est pas le cas du Mercator - et est plus souple d'emploi, ainsi que par un appareil de surveillance lointaine plus grand, le Lockheed EC-121 Warning Star. Le retrait définitif du service a eu lieu en 1960 ; tous les P4M restants ont été démolis.

### Aéronefs comparables
- Avro Shackleton
- PB4Y Privateer
- P-2 Neptune
- P-3 Orion